# 小行星2230
小行星2230（2230 Yunnan），又称为云南星，是由紫金山天文台在1978年10月29日发现的主带小行星。
該小行星以中国的省份云南省命名。